# Matthieu Osch
Matthieu Ferdinand Eric Osch (* 1. April 1999 in Luxemburg) ist ein luxemburgischer Skirennläufer.

## Karriere
Matthieu Osch erlernte im Alter von drei Jahren das Skifahren. 2016 nahm er an den Olympischen Jugend-Winterspielen in Lillehammer teil. Zwei Jahre später debütierte er in Schladming erstmals im Weltcup und qualifizierte sich als einziger Athlet Luxemburgs für die Olympischen Winterspiele 2018 in Pyeongchang. Sowohl bei der Eröffnungs- als auch bei der Schlussfeier war Osch Fahnenträger Luxemburgs. Im Riesenslalom-Rennen belegte er den 62. Platz. Das Slalom-Rennen konnte er nicht beenden. 2019, 2021 und 2023 konnte er sich für die Weltmeisterschaften qualifizieren. Bei den Olympischen Winterspielen 2022 in Peking war er neben Gwyneth ten Raa der einzige Vertreter seines Landes. Bei der Eröffnungsfeier war das Duo Fahnenträger Luxemburgs. Im Riesenslalom-Rennen belegte Osch den 28. Platz.
2023 wurde er luxemburgischer Meister im Riesenslalom, diesen Titel konnte er im darauffolgenden Jahr erfolgreich verteidigen. Zudem wurde er Meister im Slalom.

## Privates
Sein Vater Gilles Osch war ebenfalls als Skirennläufer aktiv.

## Erfolge

### Olympische Winterspiele
- Pyeongchang 2018: 62. Riesenslalom, DNF Slalom
- Peking 2022: 28. Riesenslalom, DNF Slalom

### Weltmeisterschaften
- Åre 2019: 47. Riesenslalom, DNF Slalom
- Cortina d’Ampezzo 2021: 28. Slalom, 31. Riesenslalom
- Courchevel/Méribel 2023: 43. Riesenslalom, 48. Slalom
- Saalbach-Hinterglemm 2025: 41. Slalom, 49. Riesenslalom

### Juniorenweltmeisterschaften
- Åre 2017: 64. Super-G, 64. Riesenslalom, 64. Alpine Kombination, DNF Slalom

### Olympische Jugend-Winterspiele
- Lillehammer 2016: 28. Riesenslalom, 34. Super-G, DNF Slalom, DNF Alpine Kombination

### Winter World University Games
- Krasnojarsk 2019: 25. Slalom, 33. Riesenslalom
- Lake Placid 2023: 24. Riesenslalom, DNF Slalom

### Europäisches Olympisches Winter-Jugendfestival
- Erzurum 2017: 17. Riesenslalom, 25. Slalom

### Weitere Erfolge
- 2 Podestplätze bei FIS-Rennen
- Luxemburgischer Meister im Riesenslalom (2023, 2024)
- Luxemburgischer Meister im Slalom (2024)